# Karibischer Riffhai
Der Karibische Riffhai (Carcharhinus perezii) gehört zu den Requiemhaien (Carcharhinidae) und ist ein großer, ziemlich kräftig gebauter Hai mit stumpfer, abgerundeter Schnauze. Er wird 1,5–2,9 m lang und hat am Rücken eine bräunliche bis braungraue Färbung. Die Seiten sind bronzefarben, der Bauch ist weiß.

## Verbreitung

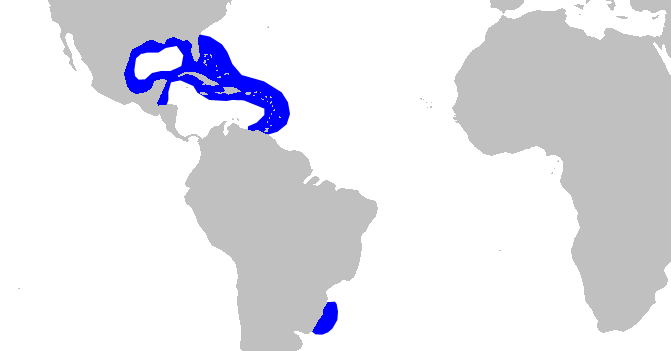
Verbreitungsgebiet des Karibischen Riffhais

Die Verbreitung reicht von der Südostküste Floridas, der Karibik und dem westlichen Atlantik bis nach Brasilien. Oft findet man ihn auch auf den Bahamas. Er ist eine bodenlebende Art, welche um Korallen und auch in Höhlen angetroffen wird.

## Nahrung
Zu seiner Nahrung gehören ausschließlich Fische. Unfälle mit dieser Art sind bekannt, meistens jedoch nicht gefährlich.

## Fortpflanzung
Diese Art ist lebendgebärend mit 4 bis 6 Nachkommen pro Wurf.

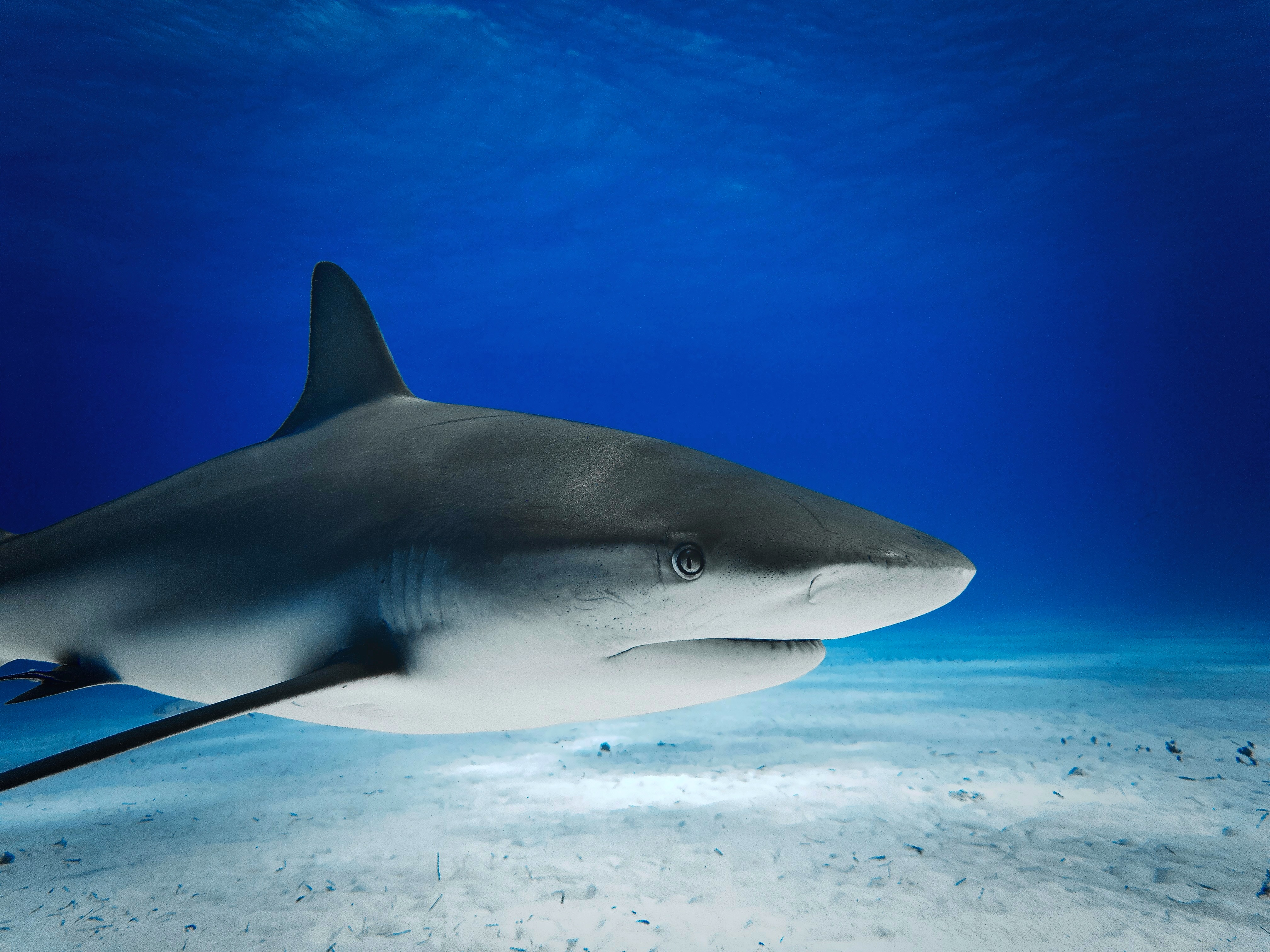
Kopf und Rumpf eines Karibischen Riffhais nahe Bahamas
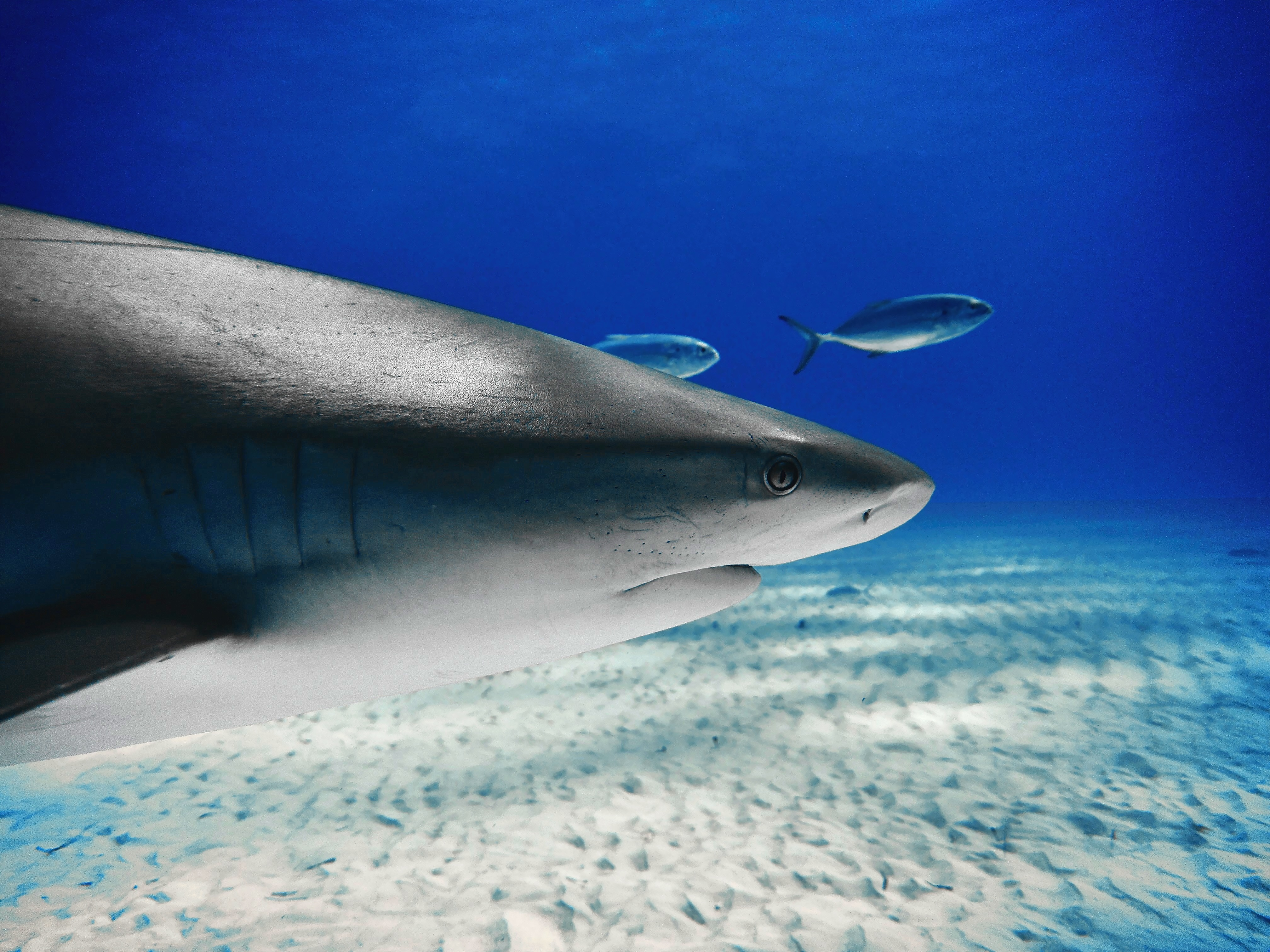
Nahaufnahme des Kopfs mit klar erkennbaren Kiemen